# Thamniopsis pendula
Thamniopsis pendula är en bladmossart som beskrevs av Fleischer 1908. Thamniopsis pendula ingår i släktet Thamniopsis och familjen Hookeriaceae. Inga underarter finns listade i Catalogue of Life.